# Megan Schwamb
Megan Schwamb   (Huntsville, 1984) és una astrònoma i científica planetària nascuda als Estats Units i professora a la Universitat Queen's de Belfast. Schwamb va descobrir i co-descobrir diversos objectes transneptunians i participar en projectes de ciència ciutadana com Zooniverse i Planet Hunters.

## Biografia
El 2006, Schwamb es va graduar a la Universitat de Pennsilvània amb un cum laude amb distinció en física. Va continuar estudiant astrofísica a l'Institut de Tecnologia de Califòrnia on es va graduar el 2008 i doctorar en ciències planetàries el 2011. La seva tesi es va titular "Beyond Sedna: Probing the Distant Solar System" i el seu assessor va ser Michael Brown.
Entre el 2010 i el 2013 Schwamb va ser becaria postdoctoral a la Universitat Yale. Va treballar a l'Institut d'Astronomia i Astrofísica de l'acadèmia xinesa de Taipei (Taiwan), des del 2013 fins al 2016. Des del 2016, Schwamb ocupa el càrrec d’assistenta científica a l'Observatori Gemini. És la creadora i cofundadora d'Astrotweeps.
Schwamb participa en projectes de ciència ciutadana. És membre de l'equip científic fundador del Zooniverse, projecte destinat a la cartografia del pol sud de Mart. També forma part de l'equip científic que lidera Planet Hunters, un projecte en què els usuaris analitzen dades de la missió espacial Kepler de la NASA mentre cerquen exoplanetes.

## Premis i honors
El 2017 va rebre la medalla Carl Sagan per excel·lència en comunicació pública, per la creació dels projectes Astrotweeps i Zooniverse. El 13 d'abril de 2017, l'asteroide 11814 Schwamb, descobert per Schelte Bus a l'Observatori de Siding Spring el 1981, va ser nomenat en honor seu (M.P.C. 103979).

## Descobriments
Schwamb es va especialitzar en l'estudi dels sednoides i va co-descobrir diversos objectes transneptunians.

### Llista de planetes menors descoberts
El Centre de Planeta Menor ha certificat Schwamb pel descobriment i codescobriments de 16 planetes menors durant 2007–2010. A més dels confirmats, també participat en les primeres observacions dels objectes 2008 ST291 ST291, 2012 HG84 i 2012 HG84 KU50.
| (187661) 2007 JG43                                                                  | 10 maig 2007     | list [A][B] |
| 229762 Gǃkúnǁ'hòmdímà                                                               | 17 juliol 2007   | list [A][B] |
| 225088 Gonggong                                                                     | 17 juliol 2007   | list [A][B] |
| (305543) 2008 QY40                                                                  | 25 August 2008   | list [A][B] |
| (315530) 2008 AP129                                                                 | 11 gener 2008    | list [A]    |
| (382004) 2010 RM64                                                                  | 9 setembre 2010  | list [B][C] |
| (386096) 2007 PR44                                                                  | 7 August 2007    | list [A]    |
| (445473) 2010 VZ98                                                                  | 11 novembre 2010 | list [B][C] |
| (471196) 2010 PK66                                                                  | 14 August 2010   | list [B][C] |
| (471210) 2010 VW11                                                                  | 3 novembre 2010  | list [B][C] |
| (499522) 2010 PL66                                                                  | 14 August 2010   | list [B][C] |
| (504555) 2008 SO266                                                                 | 24 setembre 2008 | list [A][B] |
| (508338) 2015 SO20                                                                  | 8 octubre 2010   | list        |
| (523618) 2007 RT15                                                                  | 11 setembre 2007 | list [A][B] |
| (523629) 2008 SP266                                                                 | 26 setembre 2008 | list [A][B] |
| (528381) 2008 ST291                                                                 | 24 setembre 2008 | list [A][B] |
| Co-La descoberta feta amb: [A] M. E. Brown [B] D. L. Rabinowitz [C] S. Tourtellotte |                  |             |